# Thusis
Thusis (rätoromanska Tusaun) är en ort och kommun i regionen Viamala i kantonen Graubünden, Schweiz. Kommunen har 3 459 invånare (2023). Orten Thusis ligger på floden Hinterrheins västra strand, och är centrum för regionen. Öster om kommunen ligger i en exklav den tidigare kommunen Mutten som blev en del av Thusis den 1 januari 2018.
Thusis har ett strategiskt läge där flera viktiga transportleder möts i floddalen. 1473 förbättrades vägen genom den ökända Viamalapassagen, vilket ledde till att trafiken över Alperna leddes över till västra sidan av Hinterrhein istället för den östra. Därmed fick Thusis ett kraftigt uppsving, och grundlade sin nuvarande regionala dominans. Samtidigt sjönk Fürstenau på andra sidan floden i betydelse.
1845 förstördes samhället av en brand. Det ledde till att det fick sin nuvarande struktur, med en ny huvudgata i nord-sydlig riktning, vinkelrätt mot den gamla bygatan.
1896 fick Thusis järnvägsförbindelse då Rhätische Bahn öppnade sin första delsträcka. Motorvägen A13 går också förbi Thusis.

## Språk
Det traditionella språket i regionen var sutselvisk rätoromanska. Thusis blev dock tyskspråkigt under 1500-talet, som ett resultat av dels inflyttning till den framväxande stadsbildningen, dels att en stor del av den inhemska befolkningen dog av pest.

## Religion
Kyrkan i Thusis reformerades 1525. Genom inflyttning har antalet katoliker ökat kraftigt under 1900-talet, och de utgör numera närmare hälften av befolkningen. 1964 byggdes en egen katolsk kyrka.

## Utbildning
Kommunen har en egen grundskola, vars högstadium tar emot elever också från de högre upp på bergssluttningen belägna småkommunerna Masein, Flerden, Urmein och Tschappina.

## Arbetsliv
Thusis är sedan århundraden ekonomiskt och administrativt centrum i regionen, dit industri samt offentlig och kommersiell service har koncentrerats. Mer än en tredjedel av de förvärvsarbetande pendlar ut från kommunen, främst till kantonhuvudstaden Chur, men i stor utsträckning också till de närbelägna grannkommunerna. Samtidigt är Thusis föremål för en ännu större inpendling från grannkommunerna.

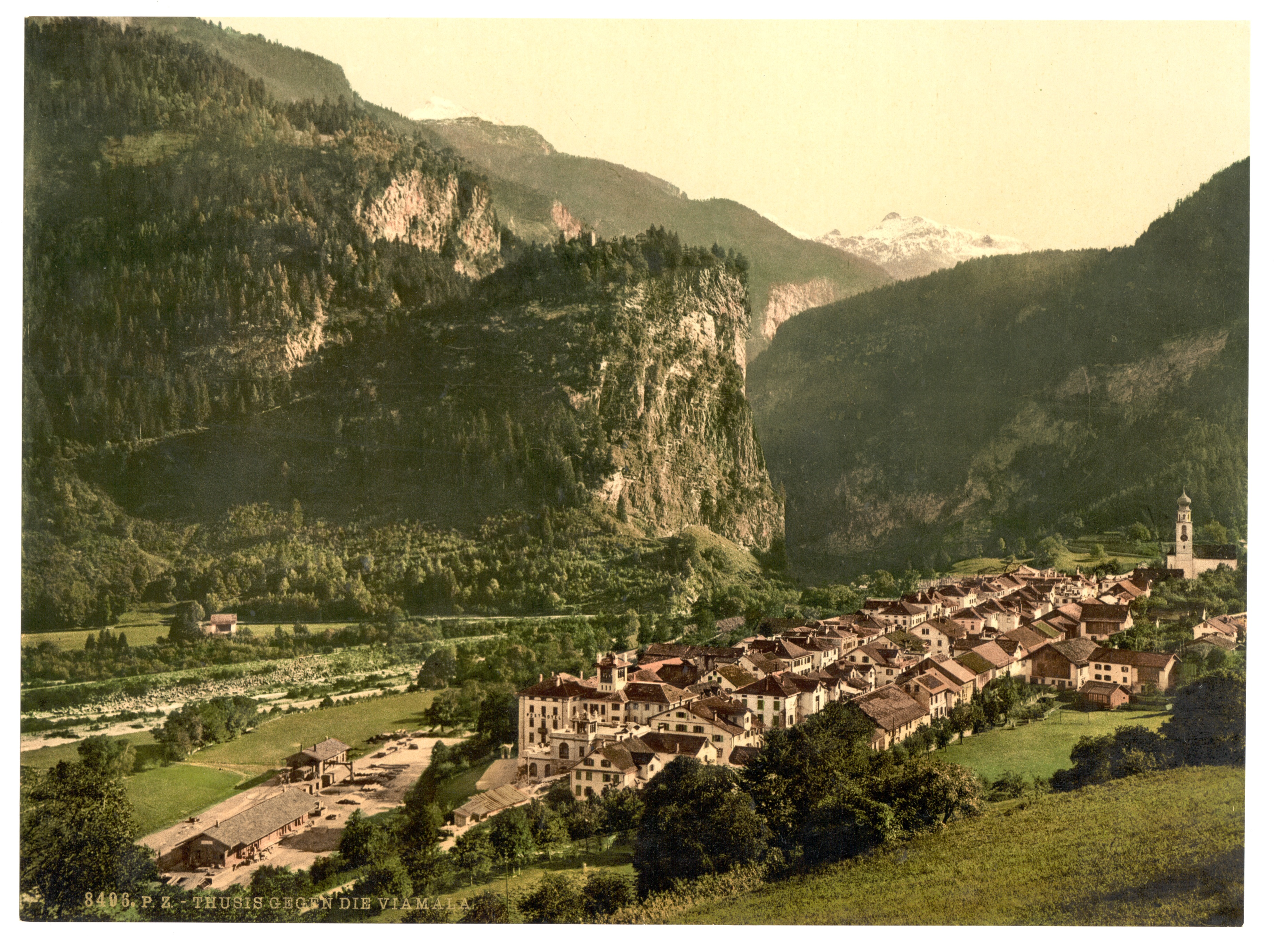
Thusis omkring år 1900. Huvudgatan, Neudorfstrasse, anlades efter att nästan hela samhället brunnit ner 1845.